# Elmore (Ohio)
Elmore è un villaggio degli Stati Uniti d'America, situato nello stato dell'Ohio, diviso tra la contea di Ottawa e la contea di Sandusky.